# L'home de la casa
L'home de la casa (títol original: Man of the House) és una pel·lícula estatunidenca dirigida per Stephen Herek el 2005 i escrit per John J. McLaughlin/Mclaughlin i Scott Lobdell. Ha estat doblada al català.

## Argument
Sharp és un  Ranger de Texas que ha consagrat la seva vida a la persecució del crim i a la defensa de la justícia. Acostumat a tots els perills, especialista en l'alt risc, és avui a la investigació d'un informant essencial, que compta fer sortir amb l'ajuda d'un ex-detingut que s'ha fet prevere, Percy Stevens
Quan aquest informador clau és abatut, l'afer es complica. Sharp a partir d'aleshores ha de protegir els únics testimonis de l'homicidi... cinc animadores de la Universitat del Texas! Perquè la seva cobertura sigui creïble, Sharp ha de traslladar amb aquestes cinc noies incontrolables i hiperactives.

## Repartiment
- Tommy Lee Jones: Roland Sharp
- Cedric the Entertainer: Percy Stevens
- Christina Milian: Anne
- Monica Keena: Evie
- Kelli Garner: Barb
- Vanessa Ferlito: Heather
- Paula Garcés: Teresa
- Anne Archer: Professora Molly McCarthy
- Brian Van Holt: Eddie Zane
- Shea Whigham: Ranger Holt
- Terrence Parks: Ranger Riggs
- R. Lee Ermey: Capità Nichols
- Paget Brewster: Binky
- Shannon Marie Woodward: Emma Sharp
- Liz Vassey: Maggie Swanson
- Rick Perry: ell mateix

## Crítica
"Vegonyosa (...) Potser perquè el bo de Lee Jones va pensar que els rèdits de 'L'home de la casa' l'ajudarien a finançar 'Els tres enterraments de Melquiades Estrada', presentada aquest any a Cannes. (...) l'actor es converteix en una caricatura dels seus millors papers"